# Rope
Rope (bra: Festim Diabólico; prt: A Corda) é um filme estadunidense de 1948, dos gêneros thriller psicológico e criminal, dirigido por Alfred Hitchcock, baseado em peça homônima de 1929, escrita por Patrick Hamilton. O filme foi adaptado por Hume Cronyn, e conta com roteiro de Arthur Laurents.
Rope foi produzido por Hitchcock e Sidney Bernstein como a primeira das produções feitas pela Transatlantic Pictures, produtora criada pelos dois. Estrelado por James Stewart, John Dall e Farley Granger, este é o primeiro filme de Hitchcock em Technicolor, e é notável por se passar em tempo real, e ser editado para parecer quatro longas tomadas através do uso de tomadas longas costuradas juntas. É o segundo filme de de Hitchcock a ter um "cenário limitado", o primeiro sendo Lifeboat (1944). Acredita-se que a peça original foi inspirada no assassinato real do garoto de 14 anos Bobby Franks, ocorrido em 1924, cometido pelos estudantes da Universidade de Chicago Nathan Leopold e Richard Loeb.

## Sinopse
Dois jovens esteticistas, Brandon Shaw (John Dall) e Phillip Morgan (Farley Granger), estrangulam até a morte seu ex-colega de faculdade, David Kentley (Dick Hogan), em seu apartamento, querendo provar sua superioridade ao cometerem o "assassinato perfeito".
Depois de esconder o corpo em um baú de madeira, eles oferecem um jantar em seu apartamento. Os convidados incluem o pai da vítima o Sr. Kentley (Cedric Hardwicke), sua tia Sra Atwater (Constance Collier), sua noiva, Janet Walker (Joan Chandler), seu ex-namorado Kenneth Lawrence (Douglas Dick), e o ex-professor universitário Rupert (James Stewart).

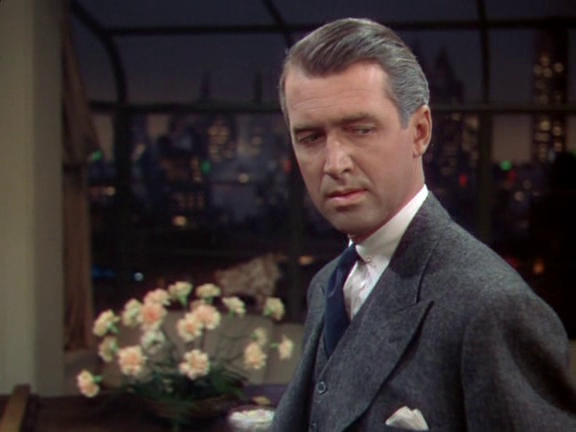
James Stewart no trailer do filme

Brandon usa o baú contendo o corpo como uma mesa de buffet para a comida.
Grande parte da conversa concentra-se em David e sua estranha ausência, a qual preocupa os convidados. O desconfiado Rupert questiona o inquieto Phillip sobre isso e sobre algumas inconsistências que foram levantadas na conversa.Conforme a noite avança, o pai e a noiva de David começam a se preocupar por ele não ter nem chegado, nem telefonado. A Sra Kentley liga, desesperada, por não ter ouvido noticias de David, e o Sr. Kentley decide ir embora. Ele leva consigo alguns livros que Brandon lhe deu, amarrados com a corda que Brandon e Phillip usaram para estrangular seu filho.
Quando Rupert se prepara sair, a empregada, senhora Wilson (Edith Evanson), acidentalmente lhe entrega o chapéu de David, o qual contém suas iniciais, aumentando ainda mais sua desconfiança. Rupert retorna ao apartamento pouco depois de todos terem partido, fingindo ter esquecido sua cigarreira. Ele decide permanecer para teorizar sobre o desaparecimento de David. Ele é incentivado por Brandon, que espera que Rupert vá entender e até aplaudi-los. 
Rupert levanta a tampa do baú e encontra o corpo dentro. Ele fica horrorizado, mas também profundamente envergonhado, percebendo que Brandon e Phillip usaram sua própria retórica para racionalizar o assassinato. Rupert nega toda sua conversa anterior de superioridade e inferioridade, percebendo que não há nenhuma maneira de definir objetivamente estes conceitos, então toma a arma de Brandon e dispara vários tiros para fora da janela. Ouve-se, então, o burburinho da vizinhança e a policia chegando.

## Elenco
- James Stewart como Rupert Cadell
- John Dall como Brandon Shaw
- Farley Granger como Phillip Morgan
- Cedric Hardwicke como o Sr. Kentley
- Constance Collier como a Sra. Atwater
- Edith Evanson como a Sra. Wilson
- Joan Chandler como Janet Walker

## Produção
O filme é um dos mais experimentais de Hitchcock e "uma das experiências mais interessantes já tentadas por um grande diretor trabalhando com grandes nomes do cinema", abandonando muitas técnicas cinematográficas padrão para permitir as longas e ininterruptas cenas. Cada tomada ocorre continuamente por até 10 minutos sem interrupção. O filme foi filmado em um único set, fora o plano de estabelecimento, na abertura, que aparece abaixo dos créditos. Os movimentos de câmera foram cuidadosamente planejados e não houve quase nenhuma edição.
As paredes do set ficavam sobre rodas e podiam silenciosamente ser movidas de modo a dar espaço para a câmera e, então, serem postas no local original quando fossem aparecer de novo na tomada. O pessoal da produção constantemente tinha que mover os móveis e outros adereços pra fora do caminho da grande câmera Technicolor, e em seguida, garantir que eles estivessem de volta no local correto. Uma equipe de operadores de som e câmera mantinham a câmera e microfones em constante movimento, enquanto os atores seguiam a um conjunto de deixas cuidadosamente coreografado.
O extraordinário ciclorama ao fundo foi o maior fundo já usado. Ele incluía imagens dos edifícios Empire State e Chrysler. Numerosas chaminés soltam fumaça, luzes se acendem em prédios, placas de néon acendem, e o pôr do sol se desdobra lentamente à medida que o filme avança. No decorrer do filme, as nuvens—feitas de fibra de vidro—mudam de posição e de forma oito vezes.

### Tomadas longas
Hitchcock filmou por períodos com duração de até 10 minutos (o comprimento de rolo de filme), continuamente movendo a câmera de ator para ator, porém a maioria das tomadas do filme acabaram ficando mais curtas. Cada segmento termina com a câmera focando em um objeto—um paletó bloqueando a tela inteira, ou a parte traseira de uma mobília, por exemplo. Desta forma, Hitchcock eficazmente mascarou metade dos cortes no filme.

### Aparição do diretor
A aparição de Alfred Hitchcock é uma ocorrência famosa na maioria de seus filmes. Neste filme, considera-se que Hitchcock tenha feito duas aparições, de acordo com Arthur Laurents em seu documentário Rope Unleashed, disponível em DVD e Blu-ray. Laurents diz que Hitchcock é um homem caminhando por uma rua de Manhattan na cena de abertura, imediatamente após os créditos iniciais.
Aos 55:19 do filme, um letreiro em néon vermelho no fundo distante mostrando o perfil de Hitchcock com "Reduco", o fictício produto para perda de peso usado em sua aparição em Lifeboat (1944), começa a piscar; enquanto os convidados são escoltados até a porta, os atores Joan Chandler e Douglas Dick param para trocar algumas palavras, o letreiro aparece e desaparece ao fundo várias vezes, bem entre seus rostos, bem debaixo dos olhos dos espectadores.

## Subtexto Homossexual
Comentários e críticas recentes de Rope dão conta de que o filme incluiu um subtexto homossexual entre os personagens Brandon e Phillip, mesmo embora a homossexualidade fosse um tema altamente controverso para a década de 1940. O filme conseguiu passar pela censura do código de produção; porém, durante a produção do filme, a equipe se referia à homossexualidade como "aquilo". 

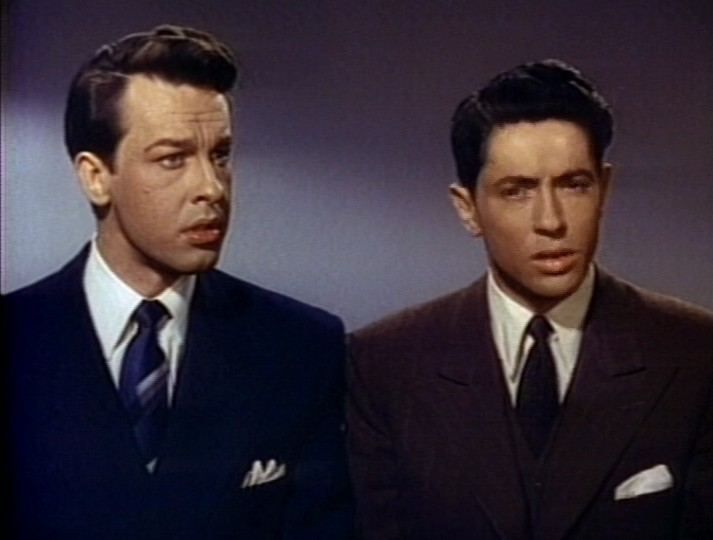
John Dall and Farley Granger no trailer do filme

## Recepção
Em 1947, a revista Variety disse que "Hitchcock poderia ter escolhido um tema mais divertido com o qual usar a técnica de câmera arrastada e técnica de palco prender exibidos em Rope." No ano seguinte, Bosley Crowther, do New York Times disse que a "novidade do filme não está no drama em si, este endo um exercício claramente deliberado e bastante fino de suspense, mas meramente no método que o Sr. Hitchcock usou para esticar a tensão desejada para chamar um pouco de atenção" para uma "história de pouca qualidade". Quase 36 anos depois, Vincent Canby, também do The New York Times, chamou o "raramente visto" e "subestimado" filme de "cheio de  epigramas meio tipo auto-conscientes e leves manobras que outrora definia sagacidade e decadência no teatro da Broadway"; é um filme "menos preocupado com os personagens e seus dilemas morais do que com sua aparência, som e movimento, e com o aspecto geral de como um crime perfeito dá errado".
Na crítica da revista Time de 1948, a peça na qual o filme foi baseado é chamada de um "melodrama inteligente e terrivelmente excitante", embora "ao transformá-lo em um filme para distribuição em massa, grande parte da qualidade [foi] tolhido."
Grande parte da excitação mortal da peça habitou na justaposição de brilho inexperiente e dandismo pálido com idiotice moral e horror brutal. Grande parte da sua intensidade veio da mudança chocante do professor, uma vez que ele descobriu o que estava acontecendo. No filme, os rapazes e seus professores são tipos astutamente plausíveis, mas muito mais convencionais. Mesmo assim, a ideia básica é tão boa e, a seu modo diluído, Rope é tão bem feito que torna-se um melodrama intensamente bom.
Roger Ebert escreveu em 1984, "Alfred Hitchcock chamou Rope de um 'experimento que não deu certo', e ele ficou feliz em vê-lo mantido fora da circulação por mais de três décadas," mas disse ainda que "Rope continua a ser um dos experimentos mais interessantes já tentados por um grande diretor trabalhando com grandes nomes do cinema, e vale a pena ver [...]."
Uma crítica da BBC, de 2001, sobre o lançamento do DVD naquele ano chamou o filme de "tecnicamente e socialmente ousado" e salientou que dado "quão primitivo o processo Technicolor era naquela época", a qualidade de imagem do DVD é "para aqueles padrões bastante surpreendente"; o áudio "2.0 mono mix" do lançamento era claro e razoavelmente forte, apesar de "distorção se infiltrar na música".
Em seu artigo "Remembering When", Antonio Damasio argumenta que o período de tempo abrangido pelo filme, que dura 80 minutos e supostamente é em "tempo real", é na verdade mais longo—um pouco mais de 100 minutos. Isso, afirma ele, é conseguido através da aceleração da ação: o jantar formal dura apenas 20 minutos, o sol se põe muito rapidamente e assim por diante.

## Prêmios e indicações
Prêmio Edgar 1949 (Edgar Allan Poe Awards, EUA)
- Indicado na categoria de melhor filme.